# معامل القدرة

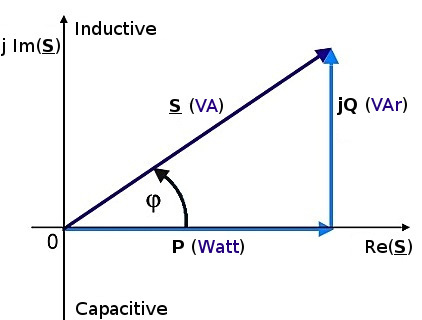
معامل القدرة كما تظهر بالشكل الهندسي هو جيب التمام لزاوية الطور

معامل القدرة (Power Factor) هو النسبة بين القدرة الفعالة إلى القدرة الظاهرية، وهو مساوِ لجيب تمام زاوية الطور (cos_phi) - والتي هي فرق زاويتي الجهد والتيار. لذا فهو قيمة عددية ليس لها وحدة قياس تتراوح من الصفر إلى الواحد، في محطات القدرة يحبذ ويتم السعي إلى أن يكون معامل القدرة أكبر ما يمكن حيث أنه بزيادة درجة معامل القدرة يزداد مقدارالقدرة الفعالة وتنخفض القيمة القدرة غير الفعالة أو القدرة المخزنة وتتراوح قيم معاملات القدرة في محطات القدرة التي تعتمد نظام التيار المتردد الأحمال الكهربائية تقع في إحدى التصنيفات التالية:
- مقاوِم Resistive
- حثي Inductive
- سعوي Capacitive

والأحمال الكهربائية الأكثر شيوعاً هي الأحمال الحثية ومثال عليها: المحولات الكهربائية ومحركات التيار المستمر الحثية. وجميع هذه الأحمال (الحثية) تحتاج إلى نوعين من القدرة الكهربائية لكي تعمل:
القدرة الفعّآلة أو القدرة الحقيقية Active Power or Real Power - KW
القدرة غير الفعّآلة Reactive Power - KVAR
القدرة الفعّآلة هي القدرة المفيدة في الشبكة الكهربائية في حين أن القدرة غير الفعالة لا دور لها سوى توليد المجال المغناطيسي اللازم لعمل الأحمال الحثية. وفي جميع الأحوال، على شركات تزويد الطاقة الكهربائية تزويد التيار إلى أحمال المستهلكين بغض النظر أكانت مقاومية، سعوية أو حثية. وهذا التيار بلا شك، سيولّد طاقة مهدورة في خطوط النقل الكهربائي بحسب العلاقة
معامل القدرة الكهربائية يعني تزويد طاقة ظاهرة أكثر من الطاقة الفعالة وتدني معامل القدرة الكهربائية يؤدي إلى زيادة في توليد التيار للتعويض مما يؤدي إلى خسائر الطاقة